# 아르튀르 뉘만
아르튀르 뉘만(네덜란드어: Arthur Numan, 1969년 12월 14일 ~)은 네덜란드의 은퇴한 축구 선수이다. 그는 네덜란드 국가대표팀에서 주전 측면 수비수로 활약했다. 그는 현재 네덜란드 B 국가대표팀을 지도하고 있으며, 에레디비시의 AZ 스카우터도 겸직했었다.

## 클럽 경력

### 초기 경력
노르트-홀란트 주 헤임스커르크 출신인 뉘만은 아마추어 구단 베버르베이크에서 축구를 시작해 하를럼 관계자에게 포착되었고, 이후 DS'79와의 1988년 3월 26일 경기에 프로 무대 신고식을 치러 2-0 승리에 일조했다. 그는 처음에 전성기 시절보다 공격적인 선수였는데, 오랜 기간 은사가 된 딕 아드보카트 당시 하를럼 감독이 그를 좌측 수비수로 기용했다.

### 트벤터와 PSV
뉘만은 1990-91 시즌을 마치고 트벤터로 이적해, 골 넣는 수비수로 이름을 날렸다. 그는 엔스헤더 연고의 구단의 주장을 맡았고, 같은 시기 네덜란드 U-21 국가대표팀에서도 주장을 맡았다. 그러나, 뉘만은 PSV에 합류하면서 기량이 만개했다. 그는 1992년 10월 14일에 2-2로 끝난 폴란드와의 월드컵 예선전에서 네덜란드 국가대표팀에 차출되었고, 결과는 2-2 무승부였다. 뉘만은 40분 만에 아드보카트 감독으로부터 교체 명령을 받아, 0-2로 끌려가는 와중에 그의 PSV 동료 헤랄트 파넨뷔르흐로 교체했다.

### 레인저스
뉘만은 1998년 5월에 £4.5M의 이적료로 레인저스로 이적했지만, 스코틀랜드에서의 생활은 부상으로 얼룩져 많은 경기에 출전하지 못했다. 당시 레인저스를 지도했던 아드보카트 감독은 뉘만의 재활을 할 수 있도록 기다렸고, 그 결과 그는 리그에서 선전하며 레인저스 1년차와 마지막 해를 국내 3관왕으로 마칠 수 있었다. 뉘만은 주장 로렌초 아모루소가 부재할 때 부주장으로서 그를 대신하기도 했다. 그는 독일 국가대표 좌측 미드필더 외어크 알베어츠와도 호흡을 맞추었다. 그러나, 2002-03 시즌이 끝나고, 그는 구단과 계약 연장에 이견을 좁히지 못하며 구단을 떠나게 되었다. 그는 급여 삭감을 수락할 의지가 있었지만, 구단이 요청하는 삭감 금액이 너무 크다고 생각했다. 얼마 후, 뉘만은 은퇴했다. 막판에 비야레알이 제의했지만, 그의 마음을 돌리기에는 너무 늦었고, 네덜란드에 복귀해 현역 선수로 활약할 제안도 거절했다. ㄱ드는 이후 바쁜 일정 직후 새로이 훈련에 임할 수 없다고도 덧붙였다.

## 국가대표팀 경력
뉘만은 미국에서 열린 1994년 월드컵에 네덜란드 국가대표팀에 발탁되었지만, 한 경기도 선발로 출전하지 못했다. 그는 아일랜드와의 16강전에서 75분에 교체로 투입되며 월드컵 첫 경기를 치렀다. 그는 유로 1996에도 선수단에 발탁되었지만, 한 경기도 선발로 출전하지 못했다.
뉘만은 국가대표팀 주장으로 선임되었다. 그는 1998년 월드컵의 거의 매 예선전 경기에 출전했다. 뉘만은 프랑스에서 벌어진 본선의 조별 리그 3경기에 모두 출전했지만, 아르헨티나와의 8강전에서 디에고 시메오네를 저지하다가 경고 누적으로 퇴장당했다. 그는 결국 나중에 준우승을 차지하는 브라질과의 준결승전에 결장해야 했다. 그는 크로아티아와의 3위 결정전에 복귀했지만, 이 경기에서 패하면서 유종의 미를 거두지 못했다.
뉘만은 네덜란드 국가대표팀에서의 활약을 이어나갔고, 안방에서 열린 유로 2000에서 자국을 대표로 출전했다. 2000년에 뉘만은 국가대표팀에서의 입지가 약화되어 빈스톤 보하르더와 지오바니 판 브롱크호르스트와 좌측 수비 자리를 놓고 경쟁을 벌였다. 그는 유로 2000 본선에서 주전으로 출전했지만, 1988년 이래 첫 주요 대회 우승에 실패했는데, 네덜란드는 이탈리아와의 준결승전에서 승부차기 끝에 패했다.
그는 루이 판 할 감독의 지도 하에 대한민국과 일본에서 열릴 2002년 월드컵 본선에 진출할 특명을 받았지만, 랜스던 로드에서 벌어진 2001년 말 아일랜드전에서 0-1로 패했다. 그는 미국과의 2002년 5월 19일 마지막 국가대표팀 경기를 치르고 은퇴했는데, 네덜란드는 이 경기를 적지에서 2-0으로 이겼다.

## 감독 경력
뉘만은 그램피언 TV의 스코티시 프리미어리그 정규 프로그램인 스콧스포츠 SPL의 정규 평론가로 활동했고, 은퇴 후 해밀턴에서 몇 년 거주했다. 그는 레인저스 자선 조합의 재정 담당자이기도 했다.
그는 2008년 12월에 네덜란드 B 국가대표팀 감독으로 취임했다.
뉘만은 애스턴 빌라와 1년 계약을 맺고 2011년 중반에 네덜란드와 그 주변 지역 스카우터를 맡았다.
이후, 그는 에레디비시의 AZ 스카우터를 시간제로 맡았다.

## 수상
PSV
- 에레디비시: 1996–97
- KNVB 베커르: 1995–96
- 요한 크라위프 스할: 1992, 1996, 1997, 1998

레인저스
- 스코티시 프리미어리그: 1998–99, 1999–2000, 2002–03
- 스코티시컵: 1998–99, 1999–2000, 2001–02, 2002–03
- 스코티시 리그컵: 1998–99,2001–02, 2002–03